# البطولة الوطنية للرأس الأخضر 2000
البطولة الوطنية للرأس الأخضر 2000 (بالبرتغالية: Campeonato Cabo-Verdiano de Futebol de 2000) هو موسم من البطولة الوطنية للرأس الأخضر. كان عدد الأندية المشاركة فيه 7، وفاز فيه GD Amarantes ‏.